# Glucocerebrosidi

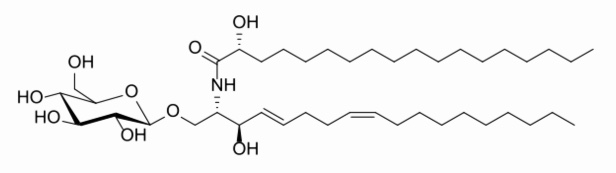
Formula di struttura di un glucocerebroside

I glicocerebrosidi o glucosilceramidi sono i cerebrosidi alla cui estremità della testa idrofila è presente un residuo di glucosio.
Nella malattia di Gaucher, l'enzima β-glucocerebrosidasi non funziona e non riesce a scindere, a livello lisosomiale, i glucocerebrosidi in glucosio e ceramide. I macrofagi che risentono di questa alterazione enzimatica sono chiamati cellule di Gaucher e al microscopio ottico presentano un aspetto peculiare, "a vetro smerigliato", a causa degli accumuli di substrato enzimatico nei loro lisosomi.